# Sportverein Wacker Burghausen 2003-2004
Questa voce raccoglie le informazioni riguardanti lo Sportverein Wacker Burghausen nelle competizioni ufficiali della stagione 2003-2004.

## Stagione
Nella stagione 2003-2004 il Wacker Burghausen, allenato da Rudolf Bommer, concluse il campionato di 2. Bundesliga al 10º posto. In Coppa di Germania il Wacker Burghausen fu eliminato al secondo turno dallo Stoccarda.

## Rosa
| N. |                           | Ruolo | Calciatore           |
| -- | ------------------------- | ----- | -------------------- |
| 1  | Germania (bandiera)       | P     | Uwe Gospodarek       |
| 2  | Germania (bandiera)       | D     | Franz Berger         |
| 3  | Germania (bandiera)       | C     | Ronald Schmidt       |
| 4  | Germania (bandiera)       | C     | Björn Hertl          |
| 5  | Germania (bandiera)       | D     | Matthias Örüm        |
| 6  | Germania (bandiera)       | C     | Michael Wiesinger    |
| 7  | Germania (bandiera)       | D     | Daniel Rosin         |
| 8  | Germania (bandiera)       | A     | Mac Younga-Mouhani   |
| 9  | Germania (bandiera)       | A     | Stefan Reisinger     |
| 10 | Croazia (bandiera)        | A     | Igor Žiković         |
| 11 | Rep. del Congo (bandiera) | A     | Maheta Molango       |
| 12 | Serbia (bandiera)         | D     | Slobodan Komljenović |

| N. |                     | Ruolo | Calciatore       |
| -- | ------------------- | ----- | ---------------- |
| 13 | Germania (bandiera) | C     | Roland Bonimeier |
| 14 | Germania (bandiera) | D     | Martin Forkel    |
| 15 | Brasile (bandiera)  | D     | Everaldo         |
| 16 | Marocco (bandiera)  | C     | Youssef Mokhtari |
| 18 | Germania (bandiera) | D     | Stefan Frühbeis  |
| 19 | Germania (bandiera) | C     | Martin Oslislo   |
| 20 | Germania (bandiera) | C     | Stefan Jarosch   |
| 21 | Germania (bandiera) | C     | Tom Geißler      |
| 24 | Germania (bandiera) | P     | Kay Wehner       |
| 29 | Germania (bandiera) | C     | Timo Nagy        |
|    | Austria (bandiera)  | A     | Yunus Karayün    |

## Organigramma societario
Area tecnica
- Allenatore: Rudolf Bommer
- Allenatore in seconda: Michael Dämgen
- Preparatore dei portieri:
- Preparatori atletici:

## Calciomercato

### Sessione estiva
| Acquisti | Acquisti         | Acquisti             | Acquisti |
| R.       | Nome             | da                   | Modalità |
| -------- | ---------------- | -------------------- | -------- |
| C        | Stefan Jarosch   | Stoccarda (juniores) |          |
| D        | Everaldo         | Waldhof Mannheim     |          |
| P        | Uwe Gospodarek   | Jahn Ratisbona       |          |
| A        | Maheta Molango   | Atlético Madrid B    |          |
| A        | Stefan Reisinger | Greuther Fürth       |          |
| D        | Daniel Rosin     | Alemannia Aquisgrana |          |

| Cessioni | Cessioni                | Cessioni             | Cessioni |
| R.       | Nome                    | da                   | Modalità |
| -------- | ----------------------- | -------------------- | -------- |
| A        | Festus Agu              | St. Pauli            |          |
| C        | Robert Böhme            | Carl Zeiss Jena      |          |
| C        | Manfred Burghartswieser | Rosenheim 1860       |          |
| D        | El Hadji Dione          | Jahn Ratisbona       |          |
| A        | Toralf Konetzke         | FV Dresden-Laubegast |          |
| P        | Matthias Küfner         | Monaco 1860          |          |
| A        | Markus Lützler          | Schweinfurt 05       |          |
| D        | Alexander Neulinger     | Jahn Ratisbona II    |          |
| C        | Rajko Tavčar            | Magonza              |          |
| C        | Evans Wise              | Joe Public           |          |

### Sessione invernale
| Acquisti | Acquisti          | Acquisti       | Acquisti |
| R.       | Nome              | da             | Modalità |
| -------- | ----------------- | -------------- | -------- |
| C        | Michael Wiesinger | Monaco 1860    |          |
| C        | Tom Geißler       | Sachsen Lipsia |          |
| A        | Igor Žiković      | Pola           |          |

| Cessioni | Cessioni            | Cessioni            | Cessioni |
| R.       | Nome                | da                  | Modalità |
| -------- | ------------------- | ------------------- | -------- |
| C        | Thomas Broich       | Borussia M'gladbach |          |
| A        | Zbigniew Grzybowski | Amica Wronki        |          |
| C        | Simon Schmidt       | Darmstadt           |          |
| D        | Marco Stark         | Siegen              |          |

## Risultati

### 2. Bundesliga

#### Girone di andata
| Arbitro: | Raquet |

|               |           |           |
| Reisinger 24’ | Marcatori | 6’ Meijer |

| Arbitro: | Fandel |

|                         |           |  |
| Krzynówek 45’ Ćirić 64’ | Marcatori |  |

| Arbitro: | Seemann |

|                                                     |           |              |
| Reisinger 5’ Frühbeis 39’ Everaldo 79’ Mokhtari 80’ | Marcatori | 52’ Guščinas |

| Arbitro: | Henschel |

|               |           |                               |
| Velichkov 90’ | Marcatori | 64’ Younga-Mouhani 76’ Berger |

| Arbitro: | Weber |

|  |           |               |
|  | Marcatori | 48’ Chiquinho |

| Karlsruhe 21 settembre 2003, ore 15:00 CEST 6ª giornata | Karlsruhe | 0 – 0 referto | Wacker Burghausen | Wildparkstadion (10 700 spett.)\| Arbitro: \| Marks \| |
| Arbitro:                                                | Marks     |               |                   |                                                        |

| Arbitro: | Hoyzer |

|                                                |           |              |
| Owomoyela 20’ Porcello 55’ Dammeier 64’ (rig.) | Marcatori | 31’ Mokhtari |

| Arbitro: | Fröhlich |

|                              |           |  |
| Örüm 30’ (rig.) Mokhtari 55’ | Marcatori |  |

| Arbitro: | Meyer |

|                         |           |            |
| Latoundji 62’ Silva 78’ | Marcatori | 37’ Broich |

| Arbitro: | Schmidt |

|                               |           |  |
| Reisinger 56’ Örüm 83’ (rig.) | Marcatori |  |

| Arbitro: | Gagelmann |

|                        |           |                                 |
| Feinbier 30’ Ruman 72’ | Marcatori | 45’ Mokhtari 57’ Younga-Mouhani |

| Arbitro: | Kammerer |

|              |           |                         |
| Everaldo 29’ | Marcatori | 39’ Ahanfouf 87’ Spizak |

| Arbitro: | Rafati |

|                         |           |                               |
| Zandi 66’ Achenbach 78’ | Marcatori | 70’ Younga-Mouhani 83’ Broich |

| Arbitro: | Koop |

|  |           |                     |
|  | Marcatori | 9’ Costa 15’ Okpala |

| Arbitro: | Marks |

|  |           |                    |
|  | Marcatori | 27’, 68’ Reisinger |

| Arbitro: | Henschel |

|                 |           |             |
| Örüm 38’ (rig.) | Marcatori | 70’ Winkler |

| Arbitro: | Stachowiak |

|              |           |                       |
| Sobotzik 35’ | Marcatori | 9’ Oslislo 84’ Broich |

#### Girone di ritorno
| Arbitro: | Steinborn |

|  |           |             |
|  | Marcatori | 25’ Žiković |

| Burghausen 6 febbraio 2004, ore 19:00 CET 19ª giornata | Wacker Burghausen | 0 – 0 referto | Norimberga | Wacker-Arena (8 100 spett.)\| Arbitro: \| Trautmann \| |
| Arbitro:                                               | Trautmann         |               |            |                                                        |

| Arbitro: | Raquet |

|                                                 |           |  |
| Gledson 42’ Enochs 48’ von Walsleben-Schied 65’ | Marcatori |  |

| Arbitro: | Rafati |

|                                                                 |           |  |
| Örüm 13’ Komljenović 36’ Mokhtari 47’ Žiković 75’ Reisinger 88’ | Marcatori |  |

| Arbitro: | Walz |

|                           |           |          |
| Benčík 11’, 19’ Bella 33’ | Marcatori | 21’ Örüm |

| Burghausen 5 marzo 2004, ore 19:00 CET 23ª giornata | Wacker Burghausen | 0 – 0 referto | Karlsruhe | Wacker-Arena (3 100 spett.)\| Arbitro: \| Weiner \| |
| Arbitro:                                            | Weiner            |               |           |                                                     |

| Arbitro: | Schriever |

|  |           |           |
|  | Marcatori | 21’ Lense |

| Arbitro: | Anklam |

|             |           |  |
| Weiland 48’ | Marcatori |  |

| Arbitro: | Keßler |

|             |           |         |
| Geißler 22’ | Marcatori | 74’ Löw |

| Arbitro: | Kammerer |

|                                     |           |  |
| Heidrich 10’ Jank 52’ Juskowiak 66’ | Marcatori |  |

| Arbitro: | Scheppe |

|  |           |                        |
|  | Marcatori | 24’ Feinbier 85’ Ruman |

| Arbitro: | Weber |

|            |           |  |
| Bugera 85’ | Marcatori |  |

| Arbitro: | Späker |

|                              |           |               |
| Schmidt 69’ (rig.) Rosin 85’ | Marcatori | 60’ Scharping |

| Arbitro: | Frank |

|                 |           |                        |
| Majstorović 86’ | Marcatori | 54’ Rosin 81’ Mokhtari |

| Arbitro: | Merk |

|                                  |           |  |
| Schmidt 19’ (rig.) Reisinger 45’ | Marcatori |  |

| Treviri 16 maggio 2004, ore 15:00 CEST 33ª giornata | Eintracht Treviri | 0 – 0 referto | Wacker Burghausen | Moselstadion (8 500 spett.)\| Arbitro: \| Kircher \| |
| Arbitro:                                            | Kircher           |               |                   |                                                      |

| Arbitro: | Weber |

|                                      |           |           |
| Reisinger 7’, 53’ Younga-Mouhani 32’ | Marcatori | 47’ Keïta |

### Coppa di Germania
| Arbitro: | Keßler |

|  |           | |
|  | Marcatori | 7’ Younga-Mouhani 9’, 12’, 23’, 76’ Mokhtari 14’, 17’, 72’, 87’ Reisinger 38’ Frühbeis 60’ Grzybowski 75’, 78’ Rosin 90’ Everaldo |

| Arbitro: | Gräfe |

|  |           |             |
|  | Marcatori | 55’ Szabics |

## Statistiche

### Statistiche di squadra
| Competizione      | Punti | In casa | In casa | In casa | In casa | In casa | In casa | In trasferta | In trasferta | In trasferta | In trasferta | In trasferta | In trasferta | Totale | Totale | Totale | Totale | Totale | Totale | DR  |
| Competizione      | Punti | G       | V       | N       | P       | Gf      | Gs      | G            | V            | N            | P            | Gf           | Gs           | G      | V      | N      | P      | Gf     | Gs     | DR  |
| ----------------- | ----- | ------- | ------- | ------- | ------- | ------- | ------- | ------------ | ------------ | ------------ | ------------ | ------------ | ------------ | ------ | ------ | ------ | ------ | ------ | ------ | --- |
| 2. Bundesliga     | 45    | 17      | 7       | 5       | 5       | 24      | 14      | 17           | 5            | 4            | 8            | 16           | 25           | 34     | 12     | 9      | 13     | 40     | 39     | +1  |
| Coppa di Germania | -     | 1       | 0       | 0       | 1       | 0       | 1       | 1            | 1            | 0            | 0            | 14           | 0            | 2      | 1      | 0      | 1      | 14     | 1      | +13 |
| Totale            | 45    | 18      | 7       | 5       | 6       | 24      | 15      | 18           | 6            | 4            | 8            | 30           | 25           | 36     | 13     | 9      | 14     | 54     | 40     | +14 |

### Andamento in campionato
| Giornata  | 1 | 2  | 3 | 4 | 5 | 6 | 7  | 8 | 9  | 10 | 11 | 12 | 13 | 14 | 15 | 16 | 17 | 18 | 19 | 20 | 21 | 22 | 23 | 24 | 25 | 26 | 27 | 28 | 29 | 30 | 31 | 32 | 33 | 34 |
| --------- | - | -- | - | - | - | - | -- | - | -- | -- | -- | -- | -- | -- | -- | -- | -- | -- | -- | -- | -- | -- | -- | -- | -- | -- | -- | -- | -- | -- | -- | -- | -- | -- |
| Luogo     | C | T  | C | T | C | T | T  | C | T  | C  | T  | C  | T  | C  | T  | C  | T  | T  | C  | T  | C  | C  | C  | T  | T  | C  | T  | C  | T  | C  | T  | C  | T  | C  |
| Risultato | N | P  | V | V | P | N | P  | V | P  | V  | N  | P  | N  | P  | V  | N  | V  | V  | N  | P  | V  | N  | P  | P  | P  | N  | P  | P  | P  | V  | V  | V  | N  | V  |
| Posizione | 9 | 15 | 8 | 5 | 9 | 9 | 12 | 8 | 11 | 7  | 10 | 12 | 12 | 13 | 11 | 11 | 8  | 7  | 9  | 10 | 8  | 8  | 9  | 9  | 13 | 12 | 15 | 16 | 16 | 16 | 13 | 11 | 11 | 10 |

Legenda:

Luogo: C = Casa; T = Trasferta. Risultato: V = Vittoria; N = Pareggio; P = Sconfitta.

### Statistiche dei giocatori
| Giocatore         | 2. Bundesliga | 2. Bundesliga | 2. Bundesliga | 2. Bundesliga | Coppa di Germania | Coppa di Germania | Coppa di Germania | Coppa di Germania | Totale   | Totale | Totale      | Totale     |
| Giocatore         | Presenze      | Reti          | Ammonizioni   | Espulsioni    | Presenze          | Reti              | Ammonizioni       | Espulsioni        | Presenze | Reti   | Ammonizioni | Espulsioni |
| ----------------- | ------------- | ------------- | ------------- | ------------- | ----------------- | ----------------- | ----------------- | ----------------- | -------- | ------ | ----------- | ---------- |
| F. Berger         | 18            | 1             | 5             | 0             | 1                 | 0                 | 0                 | 0                 | 19       | 1      | 5           | 0          |
| R. Bonimeier      | 28            | 0             | 3             | 0             | 2                 | 0                 | 0                 | 0                 | 30       | 0      | 3           | 0          |
| T. Broich         | 17            | 3             | 1             | 0             | 1                 | 0                 | 0                 | 0                 | 18       | 3      | 1           | 0          |
| E. Everaldo       | 27            | 2             | 4             | 0             | 2                 | 1                 | 1                 | 0                 | 29       | 3      | 5           | 0          |
| M. Forkel         | 29            | 0             | 3             | 0             | 2                 | 0                 | 0                 | 0                 | 31       | 0      | 3           | 0          |
| S. Frühbeis       | 11            | 1             | 0             | 0             | 2                 | 1                 | 1                 | 0                 | 13       | 2      | 1           | 0          |
| T. Geißler        | 16            | 1             | 2             | 0             | 0                 | 0                 | 0                 | 0                 | 16       | 1      | 2           | 0          |
| U. Gospodarek     | 24            | 0             | 1             | 0             | 0                 | 0                 | 0                 | 0                 | 24       | 0      | 1           | 0          |
| Z. Grzybowski     | 6             | 0             | 0             | 0             | 1                 | 1                 | 0                 | 0                 | 7        | 1      | 0           | 0          |
| B. Hertl          | 22            | 0             | 3             | 0             | 0                 | 0                 | 0                 | 0                 | 22       | 0      | 3           | 0          |
| S. Jarosch        | 5             | 0             | 0             | 0             | 0                 | 0                 | 0                 | 0                 | 5        | 0      | 0           | 0          |
| Y. Karayün        | 0             | 0             | 0             | 0             | 0                 | 0                 | 0                 | 0                 | 0        | 0      | 0           | 0          |
| S. Komljenović    | 15            | 1             | 3             | 0             | 0                 | 0                 | 0                 | 0                 | 15       | 1      | 3           | 0          |
| Y. Mokhtari       | 28            | 6             | 7             | 1             | 2                 | 4                 | 0                 | 0                 | 30       | 10     | 7           | 1          |
| M. Molango        | 5             | 0             | 0             | 0             | 1                 | 0                 | 0                 | 0                 | 6        | 0      | 0           | 0          |
| T. Nagy           | 0             | 0             | 0             | 0             | 0                 | 0                 | 0                 | 0                 | 0        | 0      | 0           | 0          |
| M. Oslislo        | 29            | 1             | 5             | 0             | 0                 | 0                 | 0                 | 0                 | 29       | 1      | 5           | 0          |
| S. Reisinger      | 31            | 9             | 2             | 0             | 2                 | 4                 | 0                 | 0                 | 33       | 13     | 2           | 0          |
| D. Rosin          | 24            | 2             | 5             | 0             | 2                 | 2                 | 0                 | 0                 | 26       | 4      | 5           | 0          |
| R. Schmidt        | 28            | 2             | 8             | 1             | 1                 | 0                 | 0                 | 0                 | 29       | 2      | 8           | 1          |
| S. Schmidt        | 0             | 0             | 0             | 0             | 1                 | 0                 | 0                 | 0                 | 1        | 0      | 0           | 0          |
| M. Stark          | 5             | 0             | 1             | 0             | 1                 | 0                 | 0                 | 0                 | 6        | 0      | 1           | 0          |
| K. Wehner         | 12            | 0             | 0             | 0             | 2                 | 0                 | 0                 | 0                 | 14       | 0      | 0           | 0          |
| M. Wiesinger      | 9             | 0             | 1             | 0             | 0                 | 0                 | 0                 | 0                 | 9        | 0      | 1           | 0          |
| M. Younga-Mouhani | 31            | 4             | 9             | 0             | 2                 | 1                 | 1                 | 0                 | 33       | 5      | 10          | 0          |
| M. Örüm           | 34            | 5             | 3             | 0             | 2                 | 0                 | 0                 | 0                 | 36       | 5      | 3           | 0          |
| I. Žiković        | 11            | 2             | 1             | 0             | 0                 | 0                 | 0                 | 0                 | 11       | 2      | 1           | 0          |